# Gymnasium Hechingen

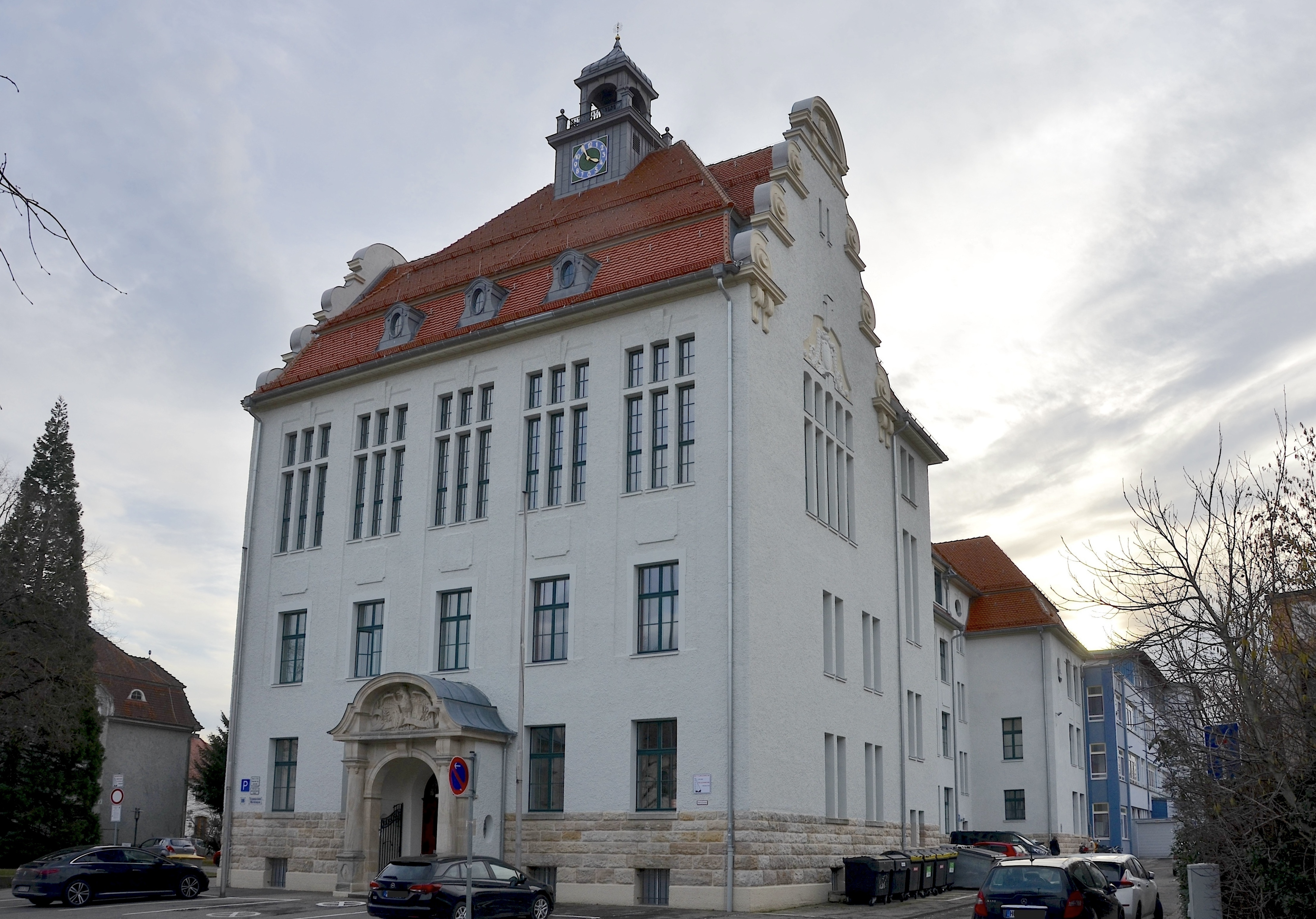
Gymnasium Hechingen, Altbau von 1909

Das Gymnasium Hechingen ist ein Gymnasium in Hechingen in Baden-Württemberg. 1841 wurde eine private Abendrealschule für Gewerbetreibende gegründet, die später mehrmals umgewandelt wurde und schließlich 1909 im Königlichen Reformrealgymnasium Hechingen aufging.

## Geschichte
Die Geschichte des Gymnasiums reicht bis ins späte 18. Jahrhundert zurück. Josef Friedrich Wilhelm Fürst von Hohenzollern-Hechingen begründete 1775 ein Gymnasium in der Kanzlei gegenüber der Friedrichsburg. Lehrer an dieser Schule waren Franziskaner aus dem Kloster Sankt Luzen. Der Fürst führte 1781 noch die Schulpflicht ein und erließ heimischen, als auch auswärtigen Schülern das Schulgeld.
Sein Nachfolger Fürst Hermann löste das Gymnasium in seinem Antrittsjahr 1798 wieder auf. Nach beinahe einem halben Jahrhundert gründeten 1841 die Hechinger Lehrer Valentin Kohler und Konrad Sauter eine private Abendrealschule für Gewerbetreibende. Konrad Sauter war auch einer der Mitbegründer des ersten Turnvereins in Hechingen, der allerdings auf Grund seines Todes 1868 wieder aufgelöst wurde.
Nach Abdankung von Fürst Konstantin 1848 übernahm der preußische Staat einen Großteil der Finanzierung. Unterhaltskosten blieben jedoch an der Stadt hängen. Aus Kostengründen wurden neben den studierten Lehrern viele Nebenlehrer angestellt, wie z. B. der Besitzer der Hofdruckerei oder der Chef von Foto Keidel. Die Schule wurde bereits 1844 mit Unterstützung der Stadt zur Realschule erhoben. Nach einem weiteren Jahr wurde die Schule zur staatlichen Real- und Vorbereitungsschule für das Gymnasium erhoben. Als Königlich Preußische Realschule zog sie 1857 in die Schrannengasse. 1861/63 folgte die Umbenennung in Höhere Bürgerschule, bzw. in Königliche Höhere Bürgerschule, die ab 1873 in den Räumen des heutigen Bauamts untergebracht war. 1892 erfolgte eine weitere Umbenennung in Königliche Realschule. Die höhere Töchterschule wurde in die Schrannengasse ausgegliedert. Später waren in der Schrannengasse die Berufsschulen des Kreises Hechingen untergebracht.
Am 5. Mai 1905 wurde der Vertrag zum Bau eines Schulgebäudes auf der Lichtenau beschlossen. Im Vorfeld hatte die Stadt bereits große Teile des Rentenparks für eine geplante Stadterweiterung erworben. Die Stadt beteiligte sich mit 300.000 Goldmark. Es war eines der letzten großen Projekte der Stadt vor dem Stadtkassendefekt. Nach der Grundsteinlegung im Jahr 1907 wurde das heute noch existente Gebäude mit neun Klassenzimmern, darunter damals modernen Chemie-, Physik- und Zeichensaal, am 18. September 1909 mit einem Festakt eingeweiht. In der Nachkriegszeit, von 1945 bis 1948, wurde das Schulgebäude von der französischen Armee genutzt. Das Gymnasium ging 1974 in städtische Trägerschaft über. Der Anbau am Hauptgebäude wurde energetisch saniert und eine Cafeteria eingerichtet. Im Januar 2011 wurde die neue Dreifelderhalle Lichtenauhalle eingeweiht.

## Partnerschulen
- Joué-lès-Tours (Frankreich), seit 1972
  - Colège la Rabière
  - Colège Valée Violette
  - Colège Arche du Lude
  - Colège Jules Romain

- Lleida (Spanien), seit 1989
  - El Instituto di Lleida

- Płońsk (Polen), seit 1990
  - Lizeum Płońsk

## Bekannte Ehemalige

### Lehrer
- Lambert Bumiller (1852–1908), katholischer Geistlicher und Mitglied des Deutschen Reichstags
- Karl Widmaier (1886–1931), Schriftsteller, bildender Künstler und Komponist
- Ulrich Grosse (* 1953), erster Nahverkehrsberater Deutschlands

### Schüler
- Ansgar Pöllmann (1871–1933), Benediktiner-Pater
- Paul Levi (1883–1930), Rechtsanwalt und sozialistischer Politiker
- Otto Nerz (1892–1949), Reichstrainer der deutschen Fußballnationalmannschaft 1923–1936
- Reinhard Kleinmann (1933–2009), Chefredakteur des Südwestfunks
- Heinz Mohl (1931–2023), Architekt
- Klaus Kinkel (1936–2019), von 1992 bis 1998 Außenminister Deutschlands
- Willi Fischer (1943–2008), von 1991 bis 2007 Landrat des Zollernalbkreises
- Hannes Stöhr, Filmregisseur und Drehbuchautor
- Johannes-Martin Hahn, Arzt und Buchautor
- Gerhard Schick, Politiker der Grünen